# Jeong Han Kim
Jeong Han Kim (Seul, 20 de julho de 1962) é um matemático sul-coreano.
Kim estudou na Universidade Yonsei e obteve um doutorado em 1993 na Universidade Rutgers, orientado por Jeff Kahn, com a tese Non-combinatorial approaches to combinatorial problems. É professor do Korea Institute for Advanced Study.
Recebeu o Prêmio Fulkerson de 1997 por sua prova de que o número de Ramsey {\displaystyle R(3,t)} é assintoticamente da ordem {\displaystyle {\frac {t^{2}}{\log t}}}. Também trabalha com informática e teoria dos grafos.